# Bhedapu
Bhedapu (nep. भेड्पु) – gaun wikas samiti w środkowej części Nepalu w strefie Dźanakpur w dystrykcie Dholkha. Według nepalskiego spisu powszechnego z 2001 roku liczył on 907 gospodarstw domowych i 4216 mieszkańców (2255 kobiet i 1961 mężczyzn).